# سينوبك
سينوبك المحدودة أو «الصين للبتروكيماويات» هي شركة كيماويات ومقرها في بكين، الصين. تعد المجموعة واحدة من كبرى الشركات النفطية وشركات الطاقة والمواد الكيميائية المملوكة للدولة في الصين، ومقرها في تشاويانغ، بكين. وتشمل سينوبك أعمال التنقيب عن النفط والغاز والتكرير؛ وإنتاج مبيعات البتروكيماويات والالياف الكيماوية والأسمدة؛ وتخزين ونقل خط أنابيب النفط الخام والغاز الطبيعيي والمشتقات النفطية المكررة.

## التاريخ
تأسست الشركة بعام 2000 وهي مدرجة في بورصة نيويورك وبورصة هونغ كونغ ومؤخرا بورصة لندن
سينوبك هي أكبر شركة لتكرير النفط في آسيا من حيث المعالجة.

## الصفقات
وقعت شركة سينوبك اتفاقا مع حكومة الغابون في 2004. وخلال زيارة الرئيس الصينى العام هو جينتاو لافريقيا تم توقيع سلسلة من الاتفاقات التجارية الثنائية مع نظيره الغابوني عمر بونغو ، بما في ذلك «مذكرة تفاهم تهدف إلى اظهار رغبة الطرفين في تطوير الاستكشاف والاستغلال وأنشطة التكرير وتصدير النفط». 
في نوفمبر 2005، أعلنت مجموعة سينوبك خططا للدخول في شراكة مع شركة النفط الوطنية الصينية لشراء حقل نفط في السودان، وقد ورد اهتماما في توسيع نطاق أعمالها في السودان.
وفي عام 2007، في شرق إثيوبيا وقعت غارة على موقعا للحفر لسينوبك والتي نفذها جماعة المتمردين الصومالية تركت 74 قتيلا بينهم 9 من عمال النفط الصينيين، و 7 اختطفوا في 24 أبريل 2007. التي نفذها المتمردون، و الجبهة الوطنية لتحرير أوغادين، والذي أطلق في وقت لاحق سراح المختطفين السبعة وحذرت الشركات الأجنبية والعاملين في المجال. وقالت سينوبك انها لا تعتزم الانسحاب من المنطقة الغنية بالموارد الطبيعية على الرغم من الهجوم. وقال المتحدث باسم وزارة الخارجية الصينية ليو جيان تشاو ان الصين تدين بشدة الهجوم العنيف من قبل مسلحين الصوماليين على مقر شركة النفط سينوبك في إثيوبيا.

و في فبراير 2007، وقعت صفقة شركة سينوبيك مع أرامكو السعودية واكسون لتجديد مصفاة النفط في مقاطعة فوجيان ومضاعفة انتاجها، في 2009 وقعت عقدا مع شركة النفط الفرنسية توتال. بموجب العقد الصيني، للمرة الأولى، اشترت Unipec لتسويق الوقود التي ستدير المشروع 750 محطة خدمة وشبكة من المحطات في اقليم فوجيان.
وفي عام2011 أعلنت شركة سينوبك ان الشركة ستستثمر 5.2 مليار دولار في شراء حصة 30 بالمئة من جالب انيرجيا البرازيلية.

في 15 أكتوبر 2012 أكملت شركة سينوبك شراء 20 بئرا نفطية تابعة للـTOTAL E & P في جنوب نيجيريا في صفقة قيمتها حوالي 2450000000 $. وكان هذا إنجازا رائعا لشركة في استكشاف هذه الدولة الأفريقية الغنية بالنفط بالكامل. كما أنهم حاليا يقوموا بتنفيذ مشروع النفط / الغاز في المنطقة اكوا ايبوم جنوب نيجيريا التي هي قادرة على إنتاج حوالي 10,000 برميل من النفط / يوم. هذا بالإضافة إلى مشاريع التنقيب الأخرى التي شرعت حاليا بتنفيذها بالأنهار وأكوا ايبوم.
في آب عام 2013، استحوذت شركة سينوبك حصة واسهم 33٪ في أباتشي (شركة) لأعمال النفط والغاز في مصر مقابل 3.1 مليار دولار

## السجل البيئي والسلامة
في دولة الغابون، اتهمت مشاريع سينوبك المشتركة في التنقيب عن النفط بخرق وانتهاك الاتفاقيات البيئية من قبل حكومة الغابون. وعلقت أنشطتها في المتنزهات الوطنية الغابون في سبتمبر 2006، من قبل المجلس المتنزهات الوطنية الغابوني.

وفي 28 يوليو، 2010، وفع انفجار في مصنع نانجينغ تابع لسينوبك، قتل على اثره 12 شخصا على الاقل وجرح 15 .

في عام 2004، قامت شركة سينوبك بالتنقيب عن النفط في 1550 كيلومترًا مربعًا من حديقة لونجو الوطنية في جنوب الجابون وتعرضت لانتقادات لما وصفه نقاد البيئة المحليون والأجانب بأنها أساليب سيئة ومدمرة.. انتقد الأستاذ كريستوف بويش، أستاذ علم الرئيسيات من منظمة حماية الحياة البرية ومقرها الولايات المتحدة، استخدام الديناميت والآلات الثقيلة في الاستكشاف وبناء الطرق بواسطة Sinopec من خلال المنتزه، مشيرًا إلى أنه قد يدفع الغوريلا الأصلية إلى عمق الغابة، حيث ستكون خارج القيود القانونية المفروضة على الصيد. غاب ينص قانون onese على أنه يمكن للصناعات استخراج النفط من المتنزهات الوطنية، ولكن يجب إعادة تأهيلها إلى الحالة السابقة. اقترح Boesch ، وخبراء دوليون آخرون، أن تستخدم Sinopec طرقًا أخرى مثل الحفر الأفقي لتقليل بصمتها البيئية. تم تعليق أنشطة Sinopec في المتنزهات الوطنية في الغابون في سبتمبر 2006، من قبل مجلس المتنزهات الوطنية في الغابون. في عام 2007، أعادت شركة Sinopec إجراء دراستها البيئية السابقة، هذه المرة بالاشتراك مع مجموعة البيئة الغابونية Enviropass ومؤسسة World Wildlife Foundation ، وحصلت على درجات عالية من خبراء الحفاظ على البيئة في الغابون والغرب والصين. بعد ذلك بوقت قصير، استأنفت Sinopec الإنتاج بطرق أكثر صداقة للبيئة. في 21 ديسمبر 2006، بدأ الغاز يتسرب أثناء حفر بئر اختباري من قبل فرع سينوبك الجنوبي للتنقيب والتطوير في كوينجشي. تم إجلاء 12380 شخصًا بعد حدوث التسرب. لقد استغرقت الشركة ثلاث محاولات وأسبوعين على الأقل لإغلاق التسريب. أصدر مكتب البيئة في مقاطعة قوانغدونغ (GPEB) أيضًا تحذيرًا بعلامة حمراء إلى 19 شركة، بما في ذلك Sinopec Guangzhou ، في فبراير 2008. وفقًا لمعيار GPEB ، سيتم إعطاء العلامة الحمراء للشركات التي شاركت في انبعاثات مفرطة أو تسببت في حوادث تلوث بيئي خطيرة تحذير وسيتم وضعه تحت إشراف صارم. يوم الأربعاء، 28 يوليو 2010، أدى  انفجار في مصنع مهجور للبلاستيك والكيماويات في سينوبك في منطقة Qixia في نانجينغ ، الصين إلى مقتل 12 شخصًا على الأقل وبصورة خطيرة جرح 15 آخرين.
أدى انفجار خط أنابيب النفط يوم الجمعة، 22 نوفمبر 2013، في تشينغداو،  مقاطعة شاندونغ إلى مقتل ما لا يقل عن 62 شخصًا، وإصابة 136، وتشريد مئات آخرين بعد أن اندلع النفط سابقًا في أحد الشوارع خلال النهار.